# MGM Resorts International
MGM Resorts International (NYSE: MGM) es un grupo empresarial con sede en la ciudad de Paradise (Nevada) que posee y gestiona casinos, hoteles y espectáculos alrededor del mundo. La compañía empezó a operar el 31 de mayo de 2000 después de la unión de las empresas MGM Grand Inc. y Mirage Resorts, Inc.. Actualmente es la segunda compañía de juegos más grande del mundo. El multimillonario Kirk Kerkorian y su Corporación Tracinda son los que tienen la mayoría de las acciones del MGM Mirage. Kerkorian también fue el antiguo dueño de los estudios de películas Metro-Goldwyn-Mayer, de ahí el nombre del MGM Grand, Inc.
Al 2005, la compañía poseía un total de 3,4 km² de propiedades en el Strip de Las Vegas. Sus ingresos anuales rondan los 7400 millones de dólares. La compañía también acaba de inaugurar el nuevo hotel MGM Grand Detroit, en el Downtown de Detroit (Míchigan) y el recientemente inaugurado MGM Grand Macau en diciembre de 2007, en la cual es propiedad y operado con un 50/50 en asociación entre MGM Mirage y Pansy Ho Chiu-king.

## Historia
La compañía empezó a operar el 31 de mayo de 2000 después de la realización de una fusión de 6.400 millones de dólares, la más grande en la historia de la industria. Durante ese tiempo, era la compañía de juegos más grande del mundo (aunque después fue destronada por Harrah's Entertainment). Antes de la fusión, MGM Grand había estado en operación desde los años 60 y Mirage Resorts (antes llamado Golden Nugget Companies, Inc.) había estado en operación desde los años 1970.
El 26 de enero de 2004, MGM Mirage completó las ventas de sus dos casinos Golden Nugget -- El Golden Nugget Las Vegas y el Golden Nugget Laughlin. El antiguo casino en el centro de Las Vegas, fue el primer casino operado por Steve Wynn, y fue la base sobre la cual construyó la corporación predecesora Mirage Resorts del MGM Mirage. Las propiedades Golden Nugget fueron compradas por la firma de inversiones de Las Vegas, Poster Financial Group, Inc. por aproximadamente 215 millones de dólares.
El 4 de junio de 2004, anunció una oferta para adquirir uno de sus principales competidores, el Mandalay Resort Group, con 68 dólares por acción más asunción de deuda. Las negociaciones entre las dos empresas incluyen el que en un momento, la junta directiva del Mandalay rechazó la oferta debido a preocupaciones de antimonopolio. El 15 de junio de 2004, ambas juntas directivas aprobaron una oferta de 71 dólares por acción. El acuerdo llevó al MGM Mirage a pagar un monto de 4.800 millones de dólares y asumir 2.500 millones en deudas. La transacción fue completada el 26 de abril de 2005 por 7.900 millones de dólares.
El 23 de junio de 2004 completó sus ventas de 140 millones de dólares del MGM Grand Darwin al Grupo de Entretenimiento SKYCITY.
El 10 de noviembre de 2004, se anunció el Proyecto CityCenter en el Strip de Las Vegas, que contará con 600.000 m² y 7.000 millones, en la cual se construye en el sitio del antiguo Boardwalk Hotel and Casino, el complejo tendrá usos mixtos, como torres de apartamentos, condominios, hoteles y centros comerciales. Se prevé que esté inaugurado para 2009.
El 31 de mayo de 2005 empezó la construcción del MGM Grand Macau.
El 25 de abril de 2006, anunció junto con Foxwoods Resort and Casino una asociación conjunta para desarrollar un plan de expansión en Foxwoods que incluiría un casino usando la franquicia MGM Grand. El 6 de octubre del mismo  anunció que planeaba vender el Colorado Belle Hotel & Casino y el Edgewater Hotel and Casino a una asociación de Anthony Marnell III y Sher Gaming. El precio de venta fue de 200 millones de dólares. El 31 de octubre de 2006, anunció su plan de vender Primm Valley Resorts a Herbst Gaming por 400 millones. La venta no incluía al Primm Valley Golf Club. La venta se cerró el 10 de abril de 2007.
El 19 de abril de 2007 la compañía anunció que tenía planeado la compra de unos 7,6 acres de terrenos con Concord Wilshire Partners con un coste de 130 millones de dólares y un terreno de 25,8 acres de Gordon Gaming por 444 millones de dólares. Las dos parcelas le dieron un control completo a la compañía en el extremo suroeste de la intersección Sahara con Las Vegas Boulevard. Cuando se conviene con las partes infrautilizadas del sitio de Circus Circus, la compañía tendrá 68 acres en terreno para futuros desarrollos. El sitio Concord había sido el sitio para la ubicación del propuesto Maxim Casino.
El 22 de agosto de 2007, Dubai World dijo que compraría un 9,5 de las acciones en el MGM por una cantidad de 2400 millones de dólares. También invertirá 2700 millones de dólares para tener un 50 por ciento de participación en el Proyecto CityCenter, 7400 millones en desarrollos de 76 acres de hoteles, condos y tiendas que se abrirán en el 2009. Dubai World pagará una cantidad adicional de 100 millones al MGM Mirage si el proyecto abre a tiempo y con el mismo monto de dinero. La firma de inversiones comprara 14,2 millones en acciones del MGM Mirage a 84 dólares cada una, con una prima de aproximadamente un 13% en los cierres de los martes. La empresa también emitirá una licitación pública para obtener unos 14,2 millones de acciones adicionales al mismo precio. La licitación pública está prevista que dé inicio durante la semana del 27 de agosto.
La compañía se cambió el nombre de MGM Mirage a MGM Resorts International el 15 de junio de 2010.

## Propiedades
Todas las propiedades son enteramente propiedad de MGM Resorts International, salvo cuando se indique lo contrario.

### Las Vegas Strip(Nevada)
- Bellagio Hotel/Casino (Gestiona)
- Circus Circus
  - Slots-A-Fun Casino
- CityCenter (50% joint venture con Dubai World)
  - ARIA Resort & Casino
  - Harmon Hotel and Spa
  - Veer Towers
  - The Crystals
  - Vdara
- Excalibur
- Luxor
- Mandalay Bay
  - Delano Las Vegas
- MGM Grand Las Vegas
  - MGM Grand Garden Arena
  - The Signature at MGM Grand
- The Mirage
- Monte Carlo Hotel/Casino (Gestiona)
- New York-New York Hotel/Casino
- T-Mobile Arena (50%)

### En Nevada
- Club de Fútbol Las Vegas Lights FC
- Primm Valley Golf Club (justo en la frontera con California)
- Shadow Creek Golf Course , North Las Vegas sayuri

### Otras propiedades
- Gold Strike Resort and Casino, Tunica, Misisipi
- Grand Victoria, Elgin, Illinois
- MGM Grand Detroit, Detroit (Míchigan), propietario del 50% en asociación con Detroit Partners, LLC)
- Beau Rivage Hotel and Casino, Biloxi (Misisipi).
- Borgata Hotel/Casino and Spa, Atlantic City (Nueva Jersey), propiedad del 50% de Marina District Development Corporation, LLC
- MGM Grand Macau, Macau, China (proyecto conjunto con Pansy Ho Chio-king, apertura en 2007)
- MGM Grand branded casino - en conjunto con Foxwoods Resort and Casino en Foxwoods
- MGM Grand Abu Dhabi, Abu Dhabi, Emiratos Árabes Unidos - un nuevo desarrollo que no incluirá casinos

### Subsididarias
- MGM Mirage Vacations , Milwaukee, Wisconsin
- MGM Mirage Hospitality[9]
  - Empresa mixta en los Emiratos Árabes Unido
  - Empresa mixta en el Reino Unido
  - Empresa mixta en China